# Hymn 43
Hymn 43 è un singolo del gruppo musicale britannico Jethro Tull, originariamente pubblicato sul concept album Aqualung del 1971.